# 雷澍生
雷澍生（1931年3月—1998年1月16日），安徽潜山人，中华人民共和国政治人物，中共十四大代表。

## 生平
雷澍生1931年3月出生于安徽省潜山县棋盘乡（今潜山市源潭镇）一个贫苦农民家庭。他1951年6月参与了镇压潜山县、太湖县境内土匪武装的斗争，1954年3月加入中共。1966年4月，调任中共怀宁县委副书记。1977年7月至次年3月兼任县革命委员会主任。1981年11月，经中共安徽省委批准，担任安庆地区行政公署副专员和中共安庆地委副书记。
1988年9月2日，经中华人民共和国国务院批准，池州地区行政公署在安庆城内成立，雷被任命担任行署专员。11月15日上午，雷澍生从安庆西门码头乘坐轿车前往贵池市池州镇秋浦西路15号（今池州市贵池区秋浦西路200号）办公；11月26日，池州地区行政公署正式挂牌，雷正式上任。
1990年1月23日，时任中共池州地委书记谢永康突发疾病，安徽医学院附属医院对其发出病危通知书。不久，雷澍生被中共安徽省委安排主持池州地区全部工作。10月16日，经中共安徽省委决定，雷澍生就任池州地委书记。1991年2月20日，安徽省人民政府宣布免去其专员职务，由季昆森继任；季昆森担任池州地委副书记。
1991年11月下旬，雷澍生突然患有胃病并住院。中共安徽省委于1992年3月22日免去其地委书记职务，由郑之宽继任。
1992年10月，出席中共十四大。1993年，雷澍生被诊断患有胃癌。1998年1月16日21时20分（北京时间），雷澍生在安庆市第一人民医院去世，死后骨灰撒入长江。

## 评价
雷澍生敢于和民众同甘共苦。1988年下半年担任池州行署专员职务后，进入冬季，由于身体情况欠佳，有人建议为他和谢永康购买一台空调。由于当时池州地区一年的财政收入仅够维持政府机关运转，因此他拒绝了，认为作为行署专员，他应该和人民群众一样同甘共苦。
雷澍生呼吁池州人民解放思想，实事求是。并扩大改革开放，突破人民群众的小农意识，改变了以农业为主的单一经济结构。1991年1月26日，他在池州地委、行署召开的各县市书记县长会上的讲话中强调，池州地区发展的基本思路为“稳农强工、活商兴游、重科兴教、兴区富民”；因贵池为地委、行署所在地，必须以其为重点推进经济发展；同时宣布成立铁路、民航、大电厂、水泥厂筹办处。1992年初，邓小平南巡讲话提出将九江站到南京西站之间的铁路贯通，3月28日，雷澍生宣布成立池州地区铜九铁路筹备处。1992年8月，雷澍生与时任铜陵市人民政府市长汪洋在九华山召开专题会议，决定联手率先开展铜陵至九江铁路项目的前期工作。会后，雷、汪两领导联访九江市，得到了九江市委、政府的积极响应。1995年6月8日，中华人民共和国国家计划委员会正式批准项目建议书，同意铜九铁路由铁道部、安徽省和江西省共同合资兴建。但由于当年安徽省及江西省融资困难，后于2005年5月动工建设。
1995年，农业在池州经济中的比重不再高于工业。
另外，雷澍生称在经济发展的同时不要忘记环境保护，该思想已成为池州城市发展中必不可少的一部分。
1991年7月10日，受1991年华东水灾的影响，雷澍生亲自率领4,000名企事业职工加固贵池城东白沙湖堤防，以保护池州地区行政公署所在地贵池城区的安全。